# Ryszard Lenczewski
Ryszard Lenczewski (Comuna de Podgórzyn, 5 de junho de 1948) é um diretor de fotografia polonês. Foi indicado ao Oscar de melhor fotografia na edição de 2015 pelo trabalho na obra Ida, ao lado de Łukasz Żal.

## Filmografia
- Ida (2014)
- My Summer of Love (2015)

## Prêmios e indicações
- Venceu: Cinema Europeu de melhor diretor de fotografia - Ida (2014)
- Indicado: Oscar de melhor fotografia - Ida (2014)
- Indicado: Cinema Europeu de melhor diretor de fotografia - My Summer of Love (2015)